# Plagithmysus superstes
Plagithmysus superstes är en skalbaggsart som först beskrevs av Elwood C. Zimmerman 1940.  Plagithmysus superstes ingår i släktet Plagithmysus och familjen långhorningar. Inga underarter finns listade i Catalogue of Life.